# Maria Gromova (natation synchronisée)
Pour les articles homonymes, voir Maria Gromova.
Maria Gromova, née le 20 juillet 1984 à Moscou, est une nageuse synchronisée russe.

## Carrière
Elle est sacrée à trois reprises championne olympique de natation synchronisée par équipes : aux Jeux olympiques de 2004 à Athènes, aux Jeux olympiques de 2008 à Pékin et aux Jeux olympiques de 2012 à Londres.